# Тарасова Євгенія Максимівна
Євгенія Максимівна Тарасова (рос. Евгения Максимовна Тарасова) — російська фігуристка, що спеціалізується в парному катанні, олімпійська медалістка, призерка чемпіонатів світу та Європи, дворазова чемпіонка Європи та володарка інших титулів. Підтримує путінський режим та війну Росії проти України. Проти неї введені персональні санкції Верховною Радою України. 
Срібну олімпійську медаль Тарасова  здобула у складі збірної олімпійців з Росії в командних змаганнях на Пхьончханській олімпіаді 2018 року, де  виступала зі своїм партнером Володимиром Морозовим з короткою програмою.
Тарасова розпочинала в Казані як одиночниця, потім каталася з Єгором Чудіним, а з 2012 року — з Володимиром Морозовим, з яким добилася найбільших успіхів.

## Зовнішні посилання
- Картка пари Тарасова/Морозов на сайті Міжнародного союзу ковзанярів

## Громадянська позиція
Брала участь в пропагандистському путінському концерті на честь восьмої річниці анексії Криму та на підтримку війни в Україні. Надягала куртку з літерою Z.Проти неї введені персональні санкції Верховною Радою України.

## Санкції
З 13 грудня 2022 року знаходиться під персональними санкціями України.